# كارل لوسون
كارل لوسون (بالإنجليزية: Carl Lawson)‏ هو لاعب كرة قدم أمريكية أمريكي، ولد في 29 يونيو 1995 في ألفاريتا في الولايات المتحدة.

## وصلات خارجية
- كارل لوسون على موقع مرجع كرة القدم المحترفة.كوم (الإنجليزية)